# 성백영
성백영(成百營, 1951년 1월 3일, 경상북도 상주시 ~ )은 대한민국의 정치인이다. 제11대 경상북도 상주시장이다.

## 학력
- 은척국민학교 졸업
- 상주중학교 졸업
- 김천고등학교 졸업
- 서경대학교 법학과 학사 졸업

### 비학위 수료
- 연세대학교 행정대학원 행정학 석사 졸업
- 1988년 ~ 1996년 대만 국립 청화 대학 사회과학대학원 법학박사 수료

## 경력
- 2000 ~ 2000 대구고등검찰청 사무국장
- 2003 ~ 2004 서울고등검찰청 사무국장
- 열린우리당
- 상주장학문화재단 설립
- 상주장학문화재단 상임고문
- 2006.10 ~ 2009 대한주택공사 감사
- 미래희망연대
- 2008 충북대학교 석좌교수
- 2009 ~ 2010.06 충주대학교 명예 석좌교수
- 2010 제9회 세계대학생승마선수권대회 조직위원회 조직위원장
- 2010.07 ~ 2014.06 제11대 경상북도 상주시 시장
- 2011.02 ~ 2014.06 상주상무프로축구단 구단주
- 새누리당
- 자유한국당

## 수상
- 2007 올해의 자랑스러운 감사인 대상
- 2013.12 올해의 CEO 대상 고객만족경영부문

## 역대 선거 결과
|  | 29.39% |

|  | 47.70% |

|  | 39.49% |

|  | 10.62% |